# Monatine
La monatine est un acide aminé naturel au pouvoir sucrant qui a été isolé dans les racines du Sclerochiton ilicifolius. Cette plante est originaire de Transvaal, une région située au nord-est de l'Afrique du Sud.
Le pouvoir sucrant de cet acide aminé est de 1 200-1 400, soit 2 fois plus sucré que l'édulcorant artificiel sucralose (pouvoir sucrant de 500-600) et moins que la thaumatine, le composé naturel le plus sucré (pouvoir sucrant de 2 000-3 000).
La monatine possède deux carbones asymétriques en position 2 et 4, et la configuration de la forme naturelle est 2S,4S. La synthèse non sélective de la monatine peut conduire à la formation de quatre stéréosisomères (deux paires d'énantiomères) possédant un pouvoir sucrant différent, la monatine avec la configuration 2R,4R étant la plus intense. La partie glucophore de la monatine est composée des groupements amine, carboxyle et de l'hétérocycle indolique, l'alcool tertiaire ne jouant qu'un rôle indirect.